# Primulina hochiensis
Primulina hochiensis là một loài thực vật có hoa trong họ Tai voi (Gesneriaceae). Loài này có ở Quảng Tây (Trung Quốc) và được C.C.Huang & X.X.Chen mô tả khoa học đầu tiên năm 1992 dưới danh pháp Chirita hochiensis. Năm 2011, Mich.Möller & A.Weber chuyển nó sang chi Primulina.